# Felimare orsinii
Doris céleste
Espèce
Felimare orsinii, le Doris céleste, est une espèce de nudibranches de la famille des Chromodorididae.

## Répartition et habitat
Felimare orsinii est endémique de la mer Méditerranée, du détroit de Gibraltar à la mer Égée et vit sur des éponges Cacospongia ou sur les posidonies, entre 5 et 40 m de profondeur.

## Description
Ce petit nudibranche, d'une taille maximale de 20 mm, est d'un bleu profond, de ses rhinophores annelés jusqu'au panache branchial. Une seule ligne blanche parcourt son corps dans le sens de la longueur et une autre ligne, blanche ou jaune, dessine un liseré le long du manteau.

## Espèces similaires
- Doris de Villefranche, Felimare villafranca (Risso, 1818)
- Doris de Gascon, Felimare gasconi (Ortea, Valdés & García-Gómez, 1996))
- Doris tricolore, Felimare tricolor (Cantraine, 1835)
- Doris de Fontandrau, Felimare fontandraui (Pruvot-Fol, 1951)
- Doris cantabrique, Felimare cantabrica (Bouchet et Ortea, 1980)

## Classification
Le nom valide complet (avec auteur) de ce taxon est Felimare orsinii (Vérany, 1846).
L'espèce a été initialement classée dans le genre Doris sous le protonyme Doris orsinii Vérany, 1846.
Felimare orsinii a pour synonymes :
- Chromodoris orsinii (Vérany, 1846)
- Doris orsinii Vérany, 1846
- Glossodoris coelestis (Deshayes, 1865)
- Glossodoris orsinii (Vérany, 1846)
- Goniodoris coelestis Deshayes, 1865
- Hypselodoris coelestis (Deshayes, 1865)
- Hypselodoris orsinii (Vérany, 1846)

### Étymologie
L'origine de l'épithète spécifique orsinii n’a pas été précisée par l'auteur.

### Publication originale
- (it) Gio. Batta Verany, Catalogo degli animali invertebrati marini del Golfo di Genova e Nizza, Gênes, Tipografia Ferrando, 1846, 30 p. (lire en ligne), p. 20-21 (Doride di Orsini).